# Contea di Aucia
La contea di Aucia fu un feudo imperiale degli Obertenghi noto sin dal 972, corrispondente ad una parte dello Stato Pallavicino, costituito da territori situati tra Parma, Piacenza e Cremona. Centri importanti della contea furono Cortemaggiore (forse capoluogo della contea), Monticelli, Busseto e Roccabianca. 
Un documento informa che l'imperatore Ludovico II nell'anno 875 circa donò a sua nipote Ermengarda Curtem majorem in Placentino Comitatu, in Aucia. Tra i conti dell'Aucia figura anche Lanfranco I, divenuto conte di Piacenza e che sposò Berta, figlia di Adalberto I di Milano degli Obertenghi, marchese di Milano.
In seguito il feudo passò al nipote di Berta, Adalberto II Pallavicino, capostipite della famiglia Pallavicino, marchese di Massa, conte di Aucia e Busseto, che divenne capitale del marchesato.
La "contea auciense"  divenne feudo vassallo del duca di Milano, fino a scomparire di nome nel 1579, finché nel 1585 passò sotto i Farnese.
Il possesso ebbe nei secoli i confini molto variabili. Con la morte di Oberto I (1148) i successori acquisirono nuovi territori. Era costituito dalla contea di Fidenza (1011-1145, 1249-1268 e 1499-1545), castello di Monticelli eretto da Rolando I, Polesine posto fortificato per traghettare sul Po (Palazzo delle due torri), Cortemaggiore (1486), castello di Solignano, castello di Pellegrino Parmense (1198), Lugagnano (posto fortificato nella Val d'Arda), il castello di Varzi,  Castione de' Marchesi (1140), castello di San Pietro in Cerro, Valmozzola, Tabiano, il vasto castello di Varano, la rocca di Zibello col posto di traghetto sul Po, Vernasca. Lo stato raggiunge la sua massima potenza con Rolando I detto "il Magnifico" (1394-1457), fnchè alla sua morte decade rapidamente sotto i suoi successori, restingendosi intorno a Busseto, quando estinta la linea diretta (1579), approfittando delle lotte tra ia vari rami eredi, il governatore di Parma lo annette nel 1585.